# Tatrzański Cmentarz Symboliczny

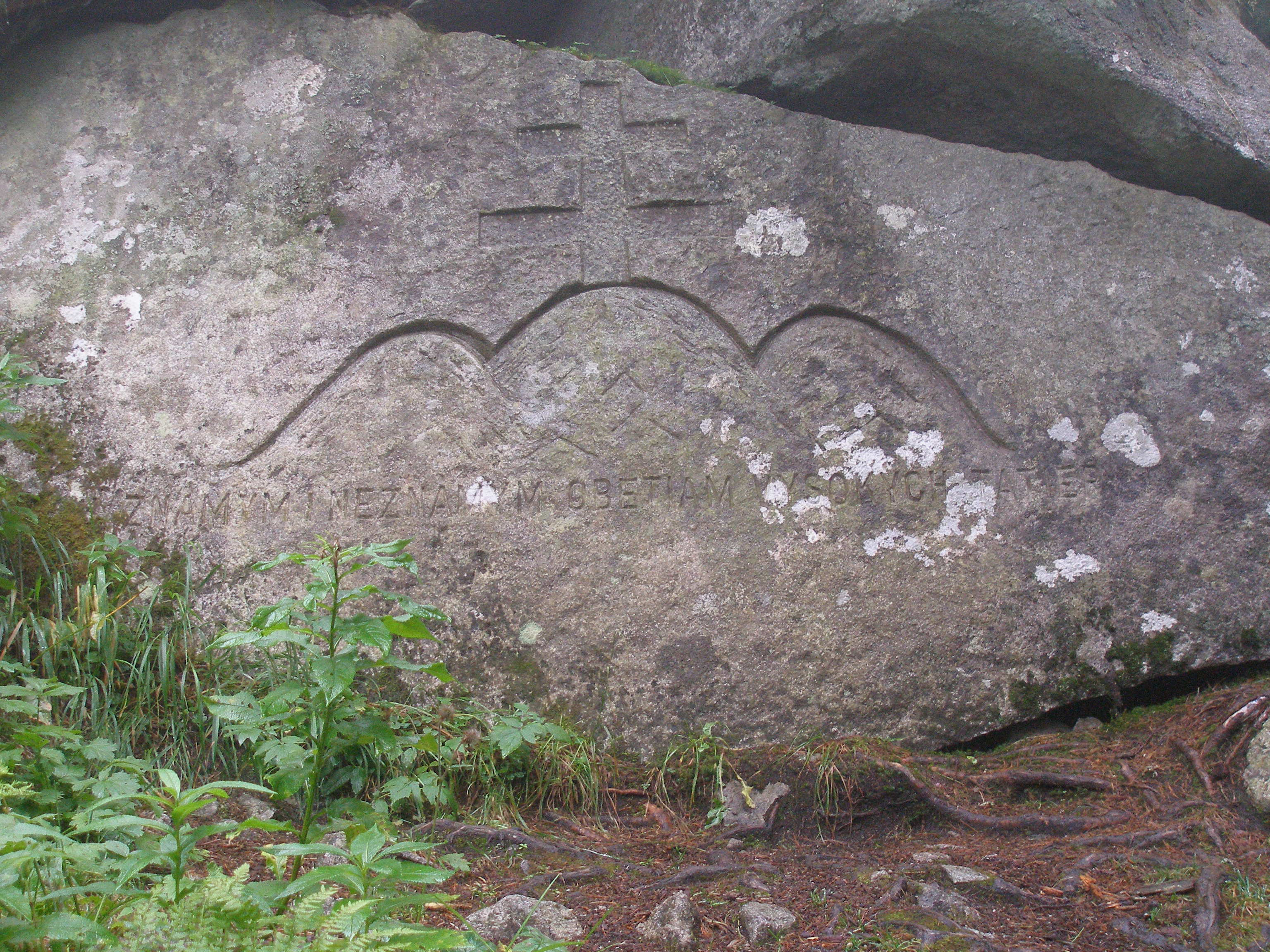
Napis wyryty na cmentarzu: Známym i neznámym obetiam Vysokých Tatier

Tatrzański Cmentarz Symboliczny, dawniej też Symboliczny Cmentarz Ofiar Tatr (słow. Tatranský symbolický cintorín, Symbolický cintorín pri Popradskom plese) – symboliczny cmentarz położony na zachodnich stokach Osterwy w Tatrach Wysokich. Znajduje się na południowy wschód od Popradzkiego Stawu (Popradské pleso) u wylotu Doliny Złomisk (Zlomisková dolina) do głównej gałęzi Doliny Mięguszowieckiej (Mengusovská dolina).
Projekt powstania cmentarza w 1922 r. wysunął czeski taternik, narciarz i malarz, Otakar Štáfl. Budowa posunęła się naprzód dzięki pomocy KČST, później KSTL. Miejsce zostało wybrane w 1934 r. Dwa lata później powstała murowana kapliczka projektu Róberta Vosyki, całość otwarto 11 sierpnia 1940 r. W uroczystości brał udział prezydent Słowacji, Jozef Tiso. Jednym z głównych twórców cmentarza był Alojz Lutonský. Na cmentarzu umieszczono motto: Mŕtvym na pamiatku, živým pre výstrahu (Umarłym na pamiątkę, żyjącym ku przestrodze).
Štáflowi przyświecała idea zaniechania upamiętniania tablicami ofiar Tatr w miejscach ich tragicznych śmierci. W pierwszej kolejności zgromadzono więc tutaj tablice pamiątkowe umieszczane w różnych częściach Tatr przez rodziny zmarłych, później dodawano nowe. Później umieszczono 60 malowanych drewnianych krzyży wykonanych przez rzeźbiarza ze wsi Detva, Jozefa Fekiača-Šumniego, i jego młodszego brata Jána. Obecnie na cmentarzu znajduje się około 300 tablic upamiętniających ponad 400 osób. Wśród nich można spotkać nazwiska polskie. Tablice upamiętniają m.in. Klemensa Bachledę, Mieczysława Karłowicza, Wiesława Stanisławskiego, Witolda Wojnara, Tadeusza Strumiłłę, Jana Długosza, braci Jerzego i Wojciecha Biedermanów, a także ratowników Tatrzańskiego Ochotniczego Pogotowia Ratunkowego Janusza Kubicę i Stanisława Mateję Torbiarza oraz pilotów „Sokoła” Bogusława Arendarczyka i Janusza Rybickiego, którzy zginęli w katastrofie lotniczej w Dolinie Olczyskiej. Są tablice poświęcone osobom związanym z Tatrami, które zginęły gdzie indziej, np. w innych górach. Upamiętnieni zostali w ten sposób m.in. sam pomysłodawca cmentarza Otakar Štáfl i jego żona Vlasta Štáflová, Wawrzyniec Żuławski, Stanisław Groński, Jerzy Kukuczka, Piotr Morawski, Samuel Skierski, Wanda Rutkiewicz (5 maja 2012), Aleksander Ostrowski (11 listopada 2016).
Od 1969 r. cmentarzem opiekuje się słowacki Tatrzański Park Narodowy. W 1970 r. obiekt wpisano do rejestru pamiątek narodowych. Nowe tablice montowane są od 2003 r. przez pracowników Ośrodka Służby Terenowej TANAP. O ich umieszczeniu decyduje komisja przy dyrekcji parku.
Cmentarz ma charakter symboliczny (nie ma tu pogrzebanych ciał) i międzynarodowy – upamiętnia ofiary gór różnej narodowości.

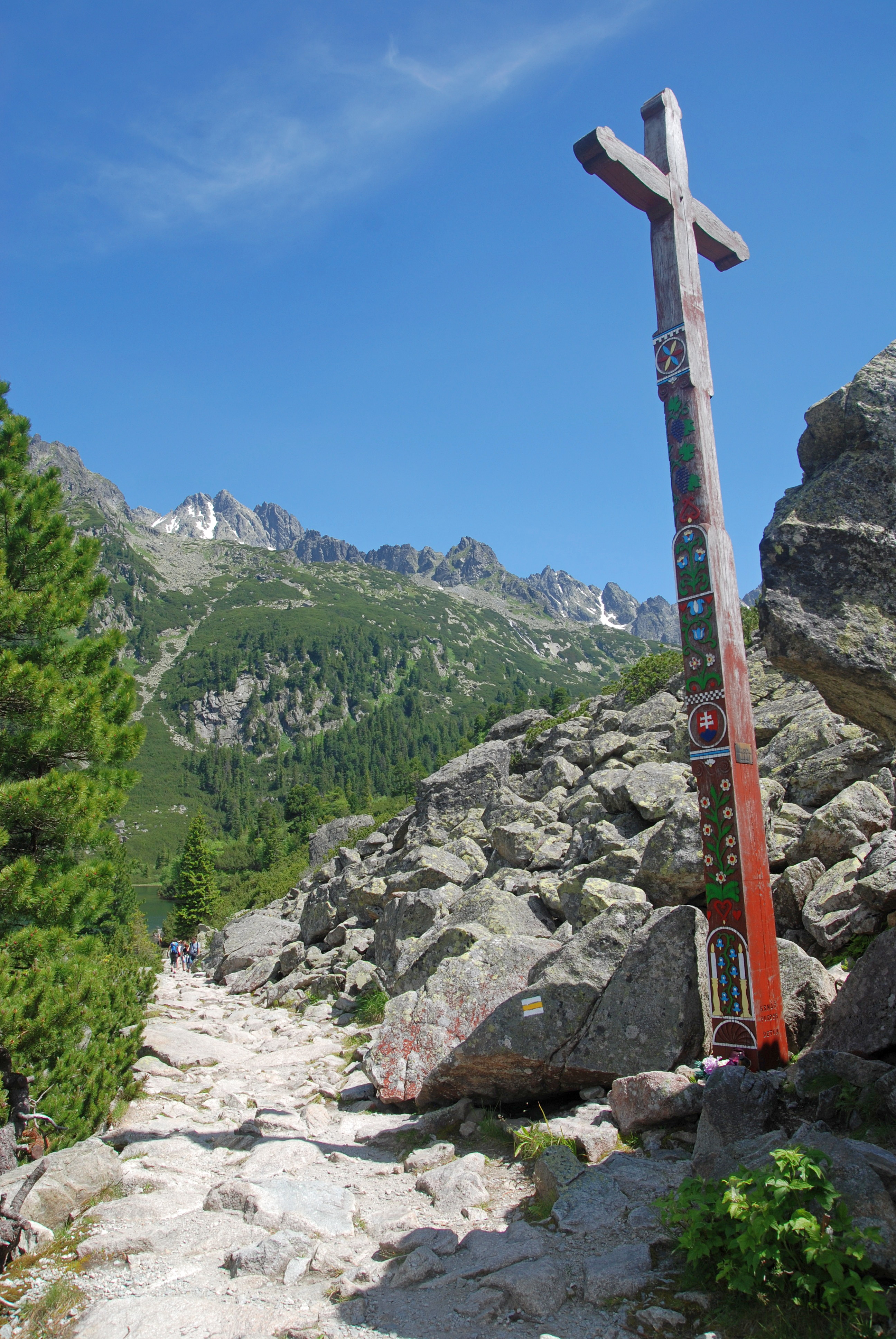
Wejście na cmentarz
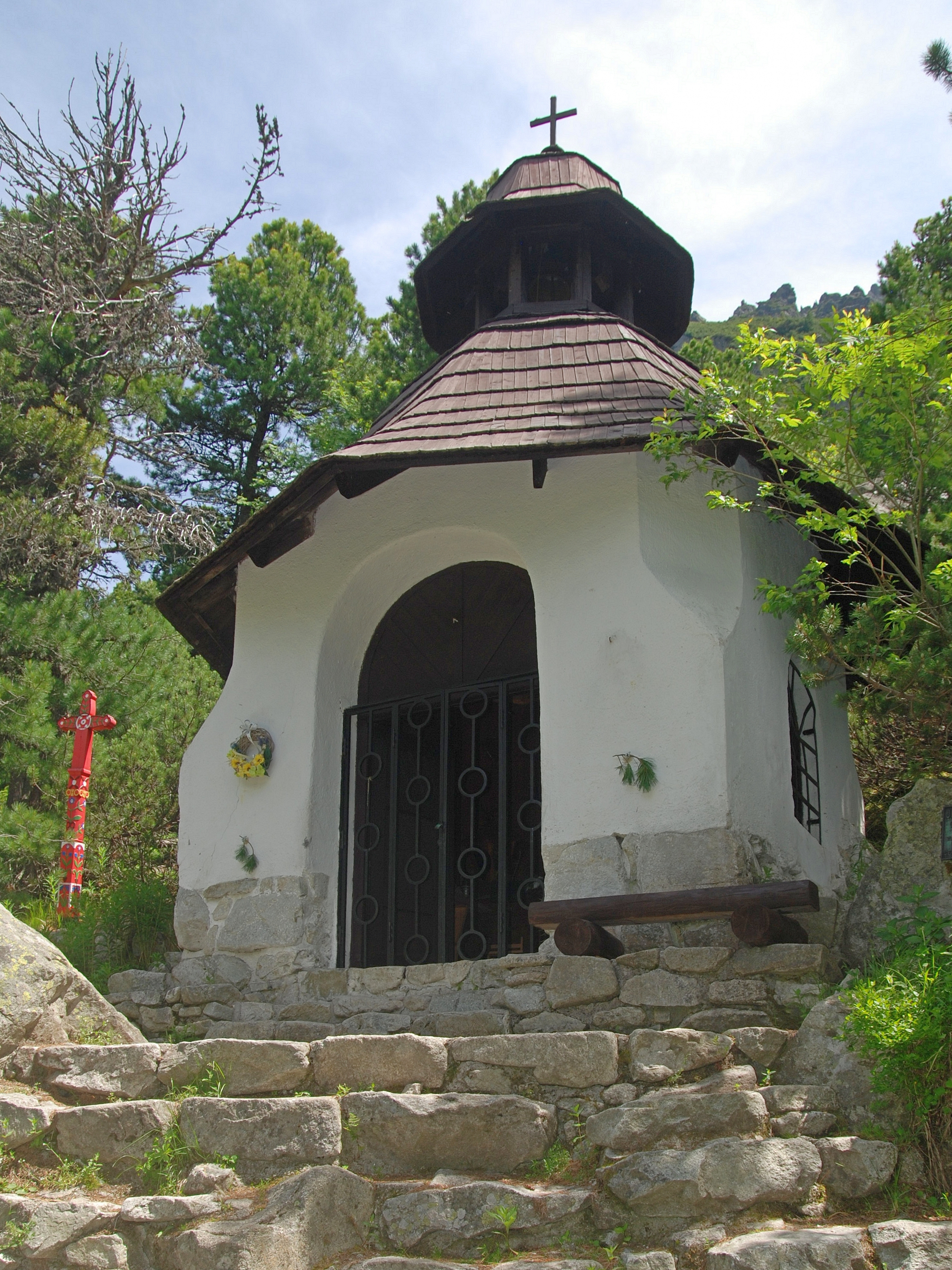
Kaplica
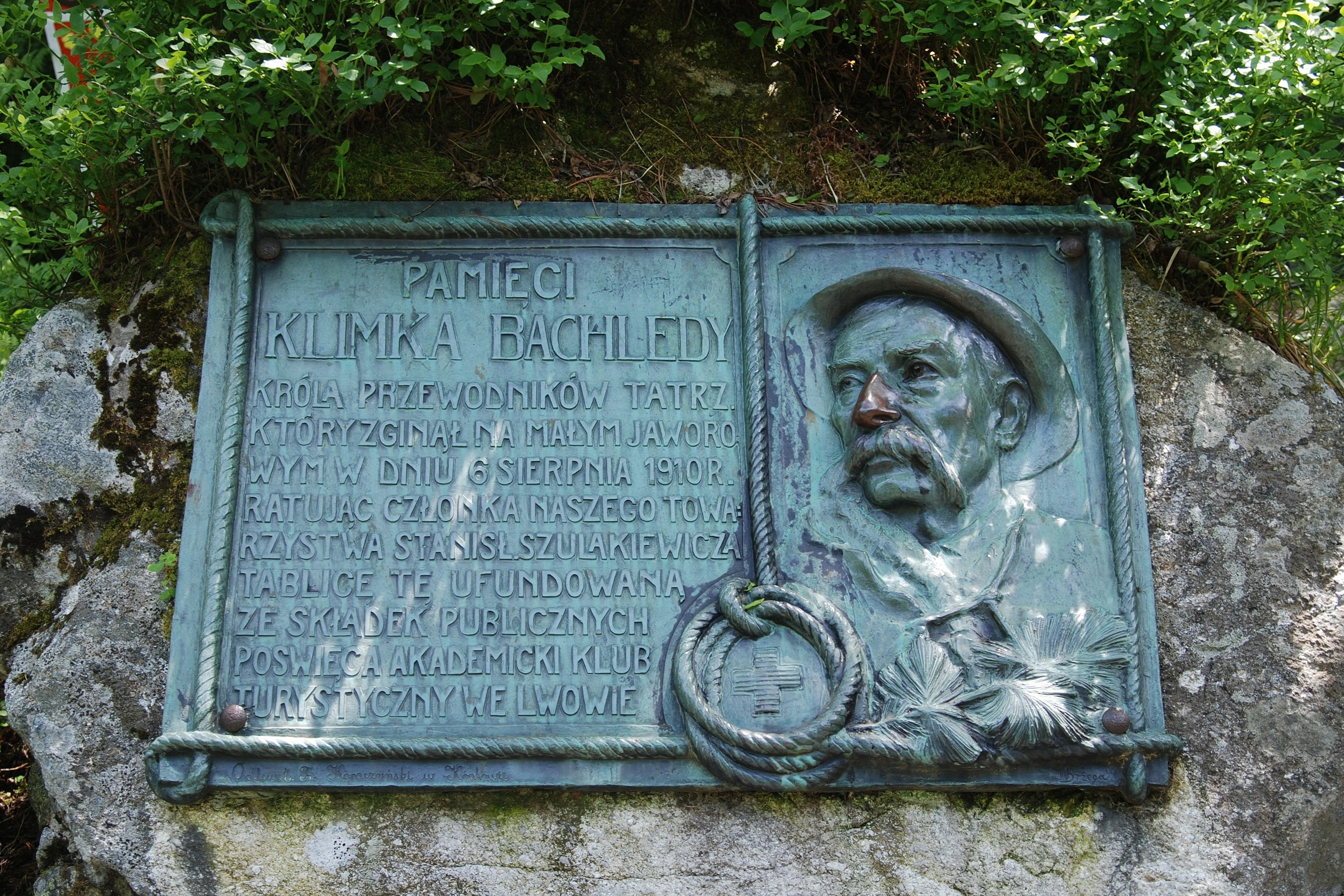
Tablica cmentarna

## Szlaki turystyczne
– od schroniska nad Popradzkim Stawem do cmentarza prowadzi żółty szlak (dostępny od 16 czerwca do 31 października), dochodzący dalej do niebieskiego szlaku poniżej Popradzkiego Stawu. Czas przejścia: 45 min w obie strony.